# Арчер, Лиланд
Ли́ланд Да́глас А́рчер (англ. Leland Douglas Archer; 8 января 1996, Порт-оф-Спейн, Тринидад и Тобаго) — тринидадский футболист, центральный защитник клуба «Чарлстон Бэттери» и сборной Тринидада и Тобаго.

## Карьера

### Университетский футбол
В 2014—2017 годах Арчер обучался в Чарлстонском колледже и играл за футбольную команду ВУЗа в Национальной ассоциации студенческого спорта.
В 2017 году также выступал в Премьер-лиге развития ЮСЛ за клуб «Саут Джорджия Тормента».

### Клубная карьера
Арчер был доступен на Супердрафте MLS 2018, но остался невыбранным.
10 мая 2018 года Арчер подписал контракт с клубом USL «Чарлстон Бэттери». Его профессиональный дебют состоялся 9 июня 2018 года в матче против «Ричмонд Кикерс». По итогам сезона 2020 Арчер был включён во вторую символическую сборную Чемпионшипа ЮСЛ, а также был признан самым ценным игроком и лучшим игроком оборонительного плана «Чарлстон Бэттери». В ноябре 2020 года Арчер в рамках стратегического партнерства между «Чарлстон Бэттери» и «Хибернианом» тренировался в клубе Шотландского Премьершипа. 22 сентября 2021 года в матче против «Нью-Йорк Ред Буллз II» забил свой первый гол в профессиональной карьере, и 25 сентября в матче против «Питтсбург Риверхаундс» забил ещё раз, за что был включён в команду недели Чемпионшипа ЮСЛ. 6 декабря 2023 года Арчер подписал новый многолетний контракт с «Чарлстон Бэттери».

### Международная карьера
В составе сборной Тринидада и Тобаго до 17 лет принимал участие в юношеском чемпионате КОНКАКАФ 2013.
В составе сборной Тринидада и Тобаго до 20 лет принимал участие в молодёжном чемпионате КОНКАКАФ 2015.
Арчер был включён в состав сборной Тринидада и Тобаго на Золотой кубок КОНКАКАФ 2019, но перед стартом «сока уорриорз» на турнире его место в заявке было передано Обри Дэвиду. Дебютировал за сборную Тринидада и Тобаго 31 января 2021 года в товарищеском матче со сборной США. Был включён в состав сборной на Золотой кубок КОНКАКАФ 2023.

## Достижения
Индивидуальные
- Член второй символической сборной Чемпионшипа ЮСЛ: 2020

## Статистика
| Выступление      | Выступление      | Выступление      | Лига | Лига | Плей-офф | Плей-офф | Кубок | Кубок | Итого | Итого |
| Клуб             | Лига             | Сезон            | Игры | Голы | Игры     | Голы     | Игры  | Голы  | Игры  | Голы  |
| ---------------- | ---------------- | ---------------- | ---- | ---- | -------- | -------- | ----- | ----- | ----- | ----- |
| Чарлстон Бэттери | USLC             | 2018             | 13   | 0    | 0        | 0        | 0     | 0     | 13    | 0     |
| Чарлстон Бэттери | USLC             | 2019             | 18   | 0    | 0        | 0        | 1     | 0     | 19    | 0     |
| Чарлстон Бэттери | USLC             | 2020             | 15   | 0    | 2        | 0        | —     | —     | 17    | 0     |
| Чарлстон Бэттери | USLC             | 2021             | 22   | 2    | —        | —        | —     | —     | 22    | 2     |
| Чарлстон Бэттери | USLC             | 2022             | 28   | 0    | —        | —        | 1     | 0     | 29    | 0     |
| Чарлстон Бэттери | USLC             | 2023             | 29   | 1    | 4        | 0        | 2     | 0     | 35    | 1     |
| Чарлстон Бэттери | USLC             | 2024             | 0    | 0    | 0        | 0        | 0     | 0     | 0     | 0     |
| Чарлстон Бэттери | Итого            | Итого            | 125  | 3    | 6        | 0        | 4     | 0     | 135   | 3     |
| Всего за карьеру | Всего за карьеру | Всего за карьеру | 125  | 3    | 6        | 0        | 4     | 0     | 135   | 3     |